# L'Idéal Cinéma-Jacques Tati
 (juillet 2018).
Si vous disposez d'ouvrages ou d'articles de référence ou si vous connaissez des sites web de qualité traitant du thème abordé ici, merci de compléter l'article en donnant les références utiles à sa vérifiabilité et en les liant à la section « Notes et références ».
L'Idéal Cinéma à Aniche n'est ancien que par son nom ; ce fut d'abord un hôtel syndical. Ce n'est qu'en 1922, lors de l'achat d'un premier appareil de projection, que l'édifice prend le nom d'Idéal Cinéma. Rénové à plusieurs reprises il est définitivement fermé en 1977. L' édifice est entièrement rasé pour faire place au Centre culturel communal Claude Berri inauguré le 3 mai 1995. Le centre communal culturel est composé de L’Idéal Cinéma - Jacques Tati ainsi que de la salle Louis Pol. L'ancienne salle ainsi que la façade symbolique ont disparu.  

## Historique du syndicat du verre
Le 30 décembre 1880 une conférence payante est organisée par M. Fourriére afin de nommer une chambre syndicale. Cette conférence attire peu de monde mais, le 3 août 1882, la chambre syndicale des ouvriers verriers d'Aniche et environs est créée avec 268 membres.
En 1899, Paul Quévy, Albert Gallet, Jean-Baptiste Bourlon refondent le syndicat et achètent un terrain pour 16 000 F et en faire une « Maison du Peuple » qui devient l'Hôtel du Syndicat puis, en 1922, l'Idéal Cinéma.

### La Maison du Peuple

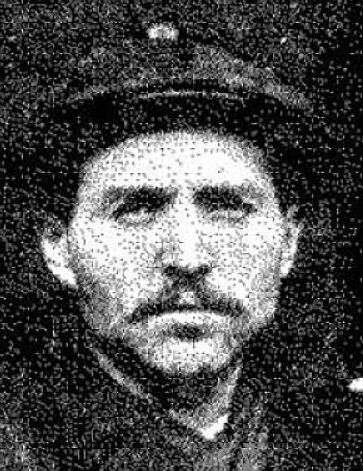
Benoît Broutchoux.

Le dimanche 26 janvier 1902, la « Maison du Peuple » est inaugurée par le nouveau président Joseph Humez et Raoul Hancart comme secrétaire-trésorier du syndicat. Le coût de construction est de 77 271 F. Un grand bal s'ensuit.
Une douzaine de bals par an avec celui des conscrits. Une première séance de théâtre le 18 janvier 1903. Concerts, concours de boxe, combats de coqs et conférences politiques et syndicales, mais aussi soirée de magnétisme par le douaisien François Jollivet-Castelot ; trésorier général de l'Union communiste spiritualiste.
Le 23 novembre 1905, le Cinéma automobile fait une première projection de cinéma.
Un café est créé dont le gérant est payé par le syndicat, l'aile gauche est louée à Louis Brasseur pour une coopérative L'avenir des travailleurs qui dure de 1903 à 1911.
L'anarchiste Benoît Broutchoux, opposant à Émile Basly, qu'il considérait comme un traître passé du côté des patrons, organise le 10 septembre 1910 au cinéma une conférence sur la vie chère. Cette conférence fait suite à une manifestation du 29 août à Billy-Montigny, des manifestantes se rendirent chez un boulanger pour lui imposer leurs tarifs. Ce boulanger sortit une arme à feu et tua un mineur. La réaction des femmes fut très virulente et l'armée dut intervenir pour protéger le boulanger,. À la suite du meeting, Broutchoux, pour les paroles prononcées, François Prade pour avoir jeté des pierres aux gendarmes qui emmenaient Broutchoux, ont été arrêtés,.

## Historique du cinéma

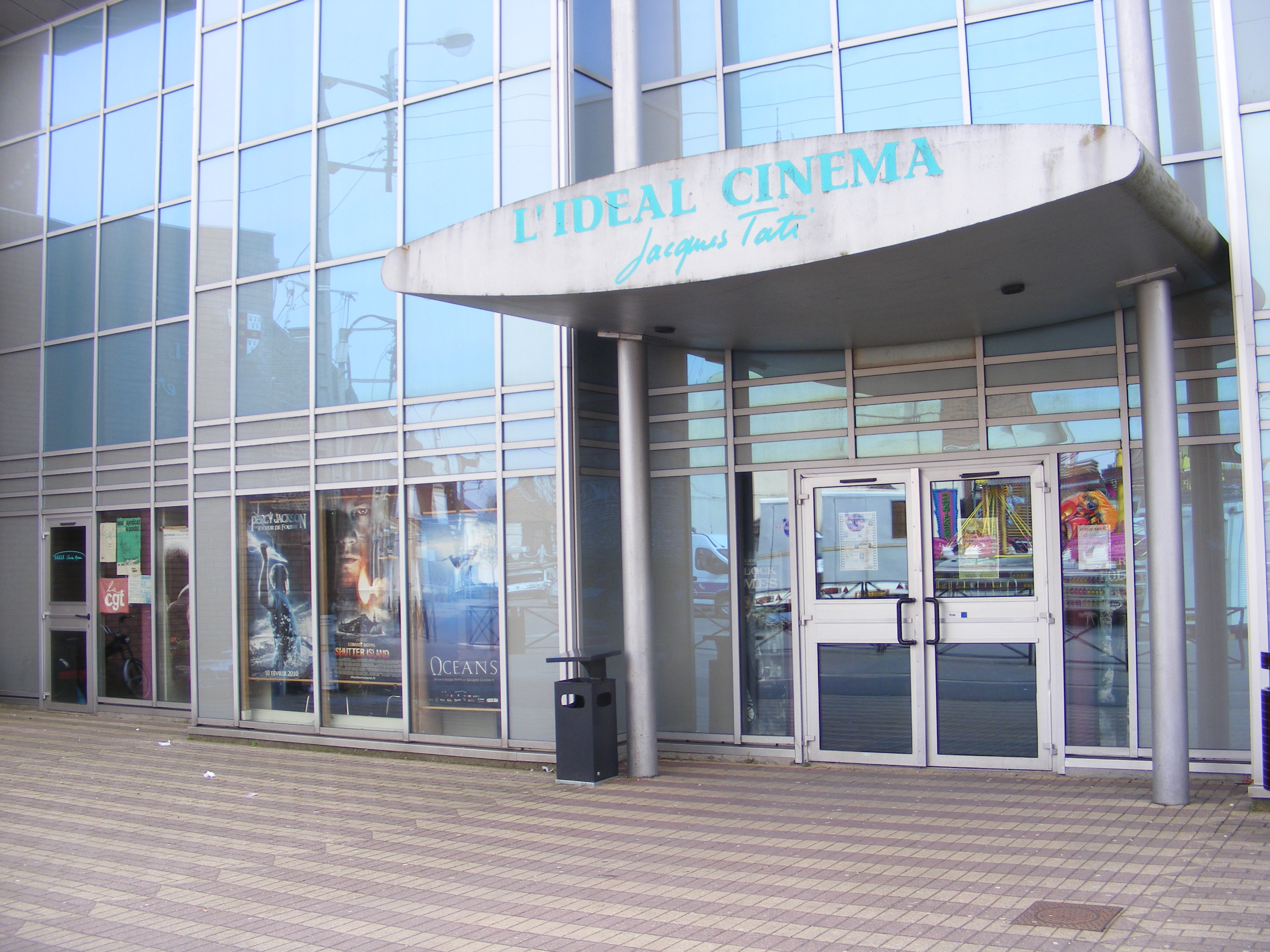
Façade 2011 de L'Idéal Cinéma-Jacques Tati (Atelier d'architecture Dupire Lannoy)

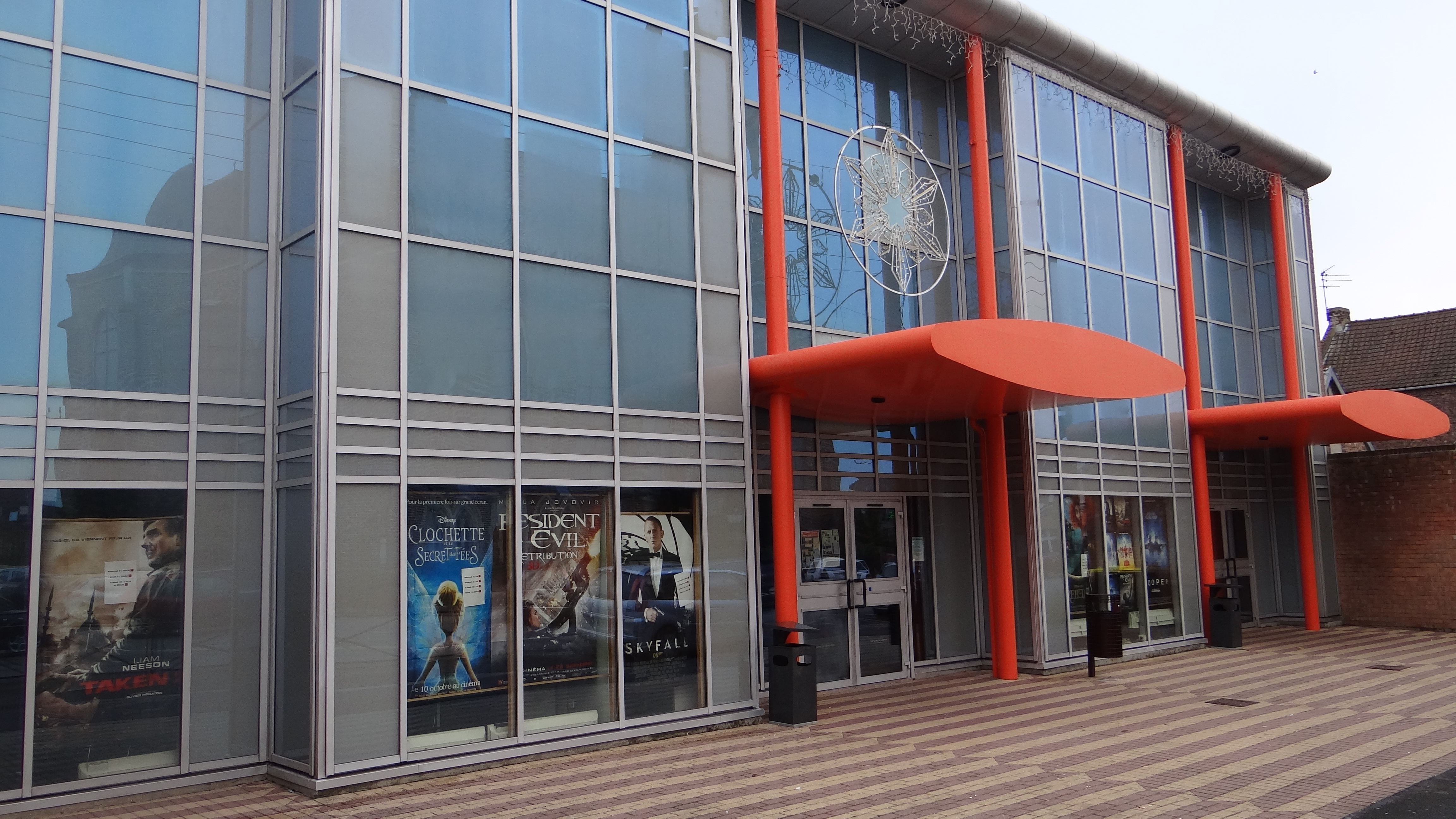
L'Idéal Cinéma-Jacques Tati et salle Louis Pol. Façade 2012

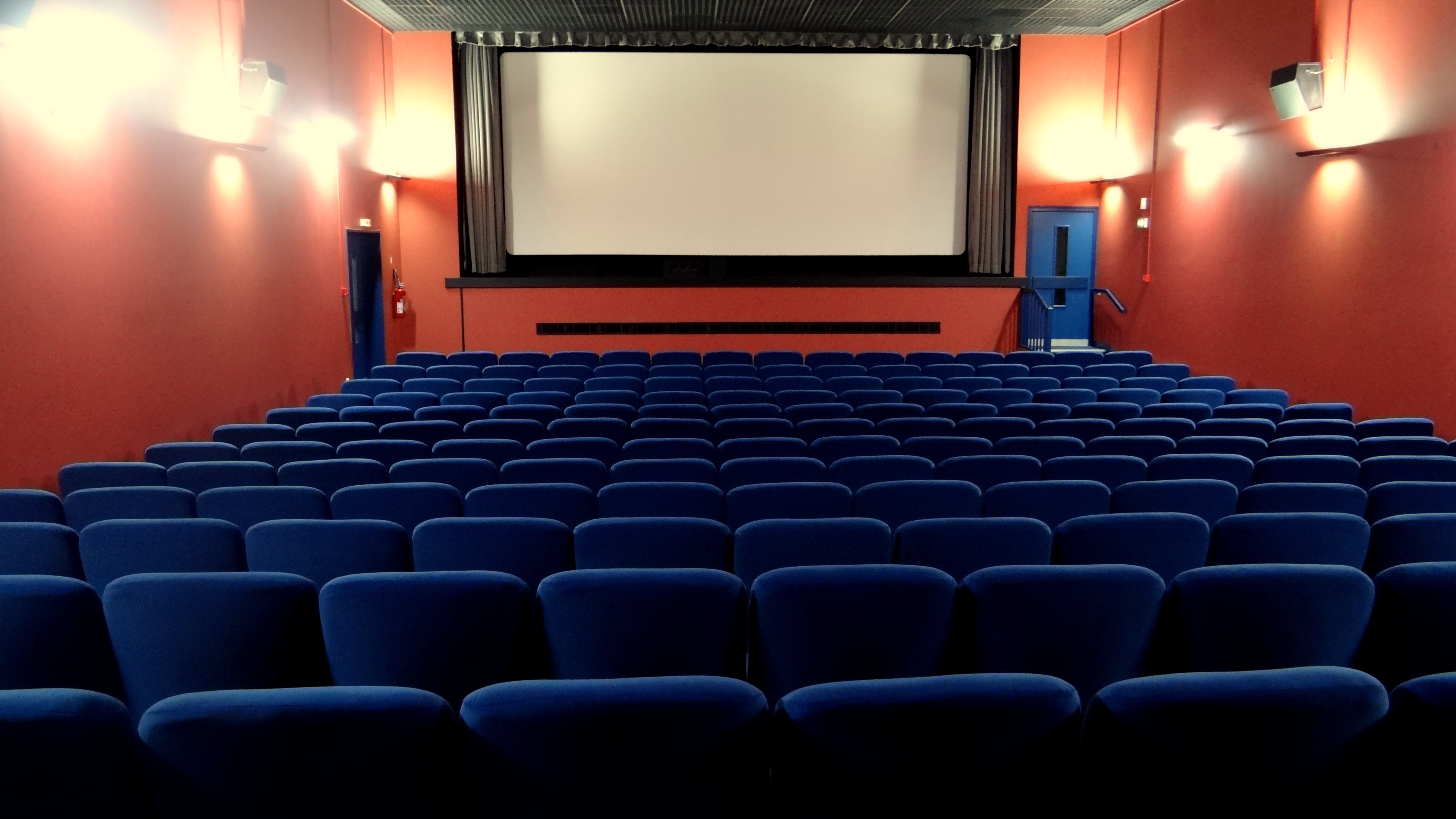
La salle en 2012

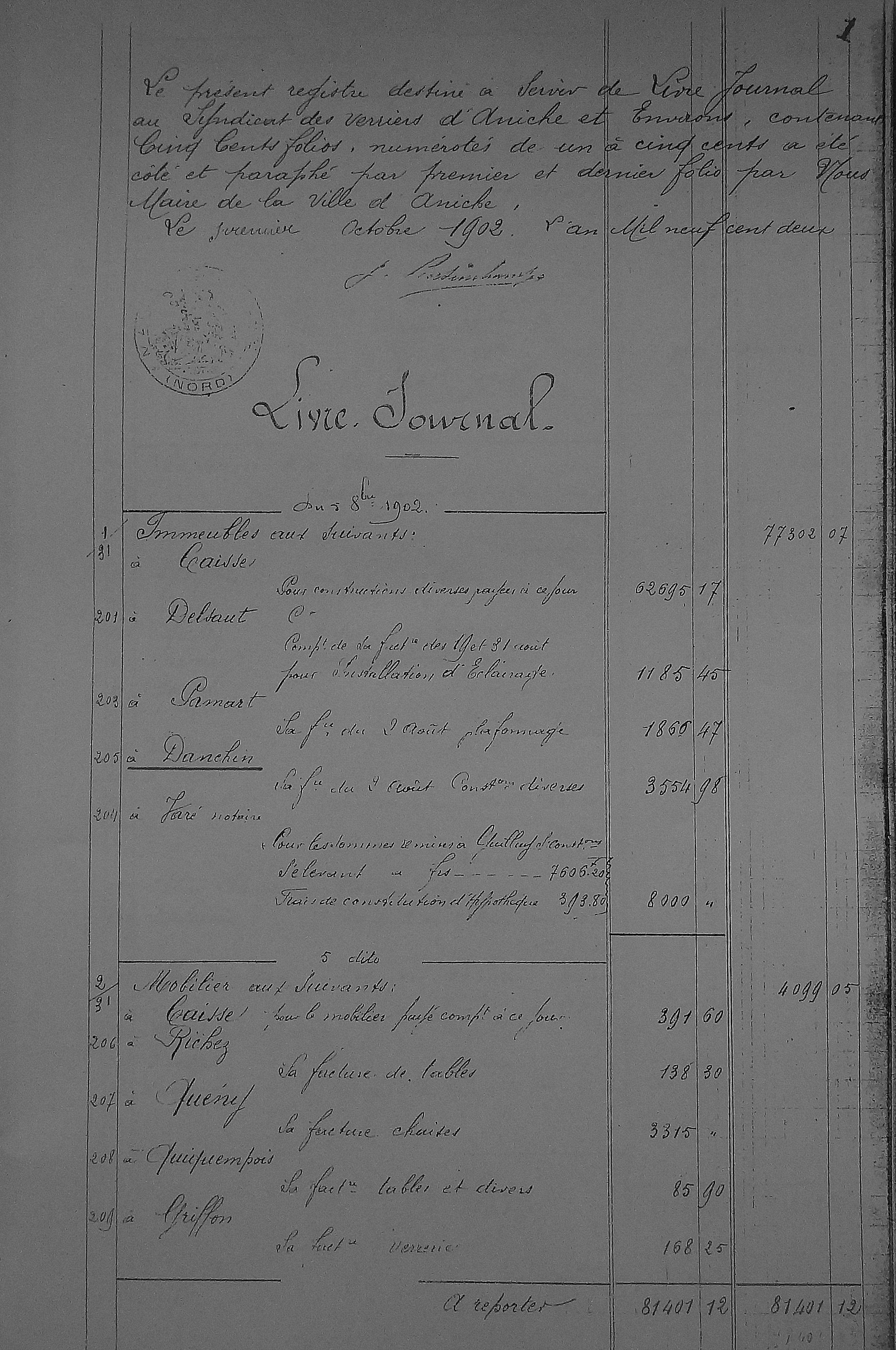
Livre Journal du Syndicat des verriers d'Aniche et environs paraphé du maire M. Bertinchamps le 1-10-1902

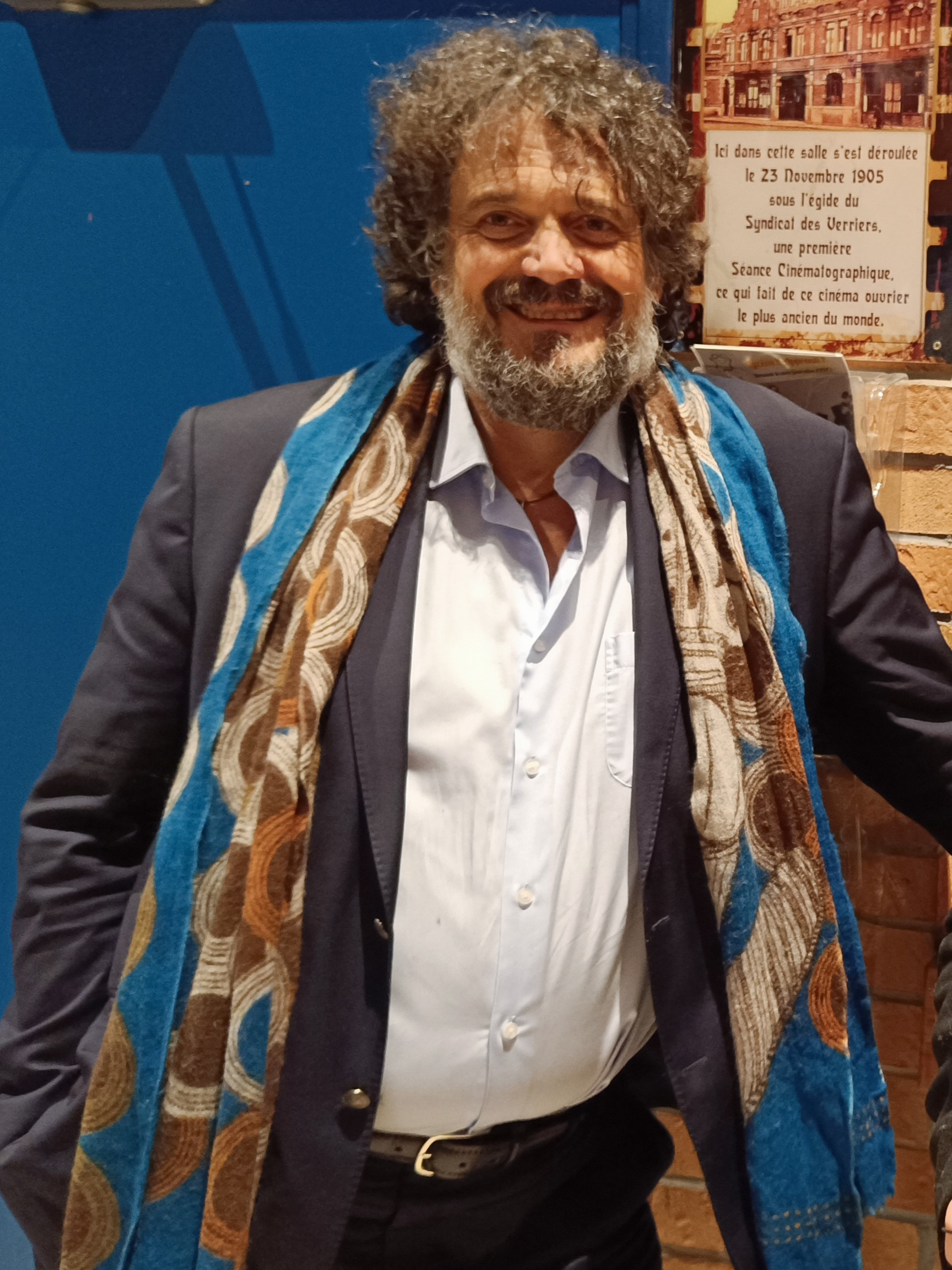
Mathias Mlekuz à L'Idéal Cinéma d'Aniche lors de la projection du film "Mine de rien " le 23 novembre 2024

### Aniche fait son cinéma (historique)
Aniche, en ce début de XXe siècle, est alors ville industrielle du charbon et du verre avec près de 8 000 habitants.
Aniche se singularise par une forte représentation syndicale dont témoigne le puissant syndicat des verriers fort de 1 800 membres. Cette chambre syndicale décide en 1900, sous la présidence d'Albert Gallet et avec Paul Quévy, d'acquérir un terrain et de construire un bâtiment destiné à accueillir leur nouveau siège avec une grande salle polyvalente pour les réunions syndicales et autres manifestations plus festives.
Le Syndicats des verriers quitte donc l'hôtel Moreau situé au no 15 rue Patoux.
L'inauguration de l'Hôtel des syndicats des verriers a lieu le 26 janvier 1902 sous le mandat de Charles Adolphe Scelles, maire de la ville. Le bâtiment est aussi appelé La maison du peuple sur d'anciennes cartes postales.
Par sa prospérité, Aniche, intéresse les cinématographes et c'est donc en début d'année 1905 que les premières séances de projection en cinéma muet se déroulent chez Joseph Leloup, un aubergiste au no 12 rue Thiers à Aniche.
Puis, avec la ducasse de septembre 1905, un chapiteau accueille les projections de la Select-Sorisus et, le 23 novembre 1905, une première projection avec 600 places assises se tient dans la salle de l'Hôtel des Syndicats verriers.
Les films sont à cette époque de courte durée. Le Voyage dans la Lune de Georges Méliès de 1902 ne dure que 14 minutes.
L’hôtel du Syndicat accueille régulièrement Pathé ou Gaumont mais, pour des raisons financières, le comité s'engage avec la compagnie Splendid Cinéma. Les séances se déroulent en trois parties de chacune trois films. À l'époque, la gérance est confiée à M. Éloi Joseph Lanoy, cafetier et maire élu de la ville  en 1910.
En 1911, Aniche compte quatre salles de cinéma : le Splendid Cinéma à l'Hôtel du syndicat depuis décembre 1909 devenu ensuite le Casino des familles  avec comme gérant M. E. Lannoy ; le Royal cinéma (rue Patoux février 1910)  et l'Eldorado, 12 rue Thiers (1910).
À l’Hôtel du Syndicat, la compagnie du Splendid Cinéma se retire en 1911. Le gérant appelle donc les sociétés Excelsior-Rehaux et The Rex Cinéma pour assurer les projections. Le 21 décembre 1912, un décret municipal oblige les exploitants à isoler leur salle de projection et à fixer au sol les chaises et les bancs. M. Louis Pol reprend la gérance. Durant la Première Guerre mondiale, sous couvert de la Croix-Rouge, le comité Hispano-américain ravitaille les civils. L’Hôtel du syndicat avec son cinéma  deviennent un centre de ravitaillement jusqu’au 31 mars 1919.
Dès 1922, un appareil de projection est acheté pour 22 915 francs et la salle est nommée L'Idéal cinéma.
La crise verrière de 1927 et les fours morts réduisent la puissance du syndicat (400 en 1925) et affectent la fréquentation de son cinéma. Mais en 1936, de nombreux sociétaires sont à nouveau adhérents et le syndicat est renforcé. Le cinéma est donc réorganisé pour en faire une salle de province face au cinéma des Maîtres verriers, le Royal Cinéma. Sa capacité passe à 850 places comprenant balcon et pigeonnier. Le 10 mai 1940, l’exode de la population entraine la fermeture des cinémas pendant plusieurs mois. Une censure sévère est appliquée. Les salles restent éclairées pour repérer les perturbateurs, chahuteurs et manifestants lors des projections de propagande de la Deutsche Wochenschau.
L’arrivée de la télévision annonce le déclin des salles de cinéma, situation qui pèse sur L’Idéal Cinéma et son gérant M. Louis Pol, qui se retire en 1955 à l’âge de 67 ans. Il décède le 24 juin 1958. Le bureau du Syndicat des verriers désigne alors M. Charles Moreau pour le remplacer. En 1960, il fait rénover la partie inférieure de la façade.
Le Royal Cinéma ferme ses portes le 30 juin 1967 avec le départ à la retraite de son gérant M. Paul Thibault (décédé le 26/10/2000). L’Idéal Cinéma tente de maintenir son activité. Il est le seul cinéma de la ville, mais la conformité de la salle n’est plus assurée et un décret municipal entraine sa fermeture le 4 février 1977.
Sous l’impulsion d' Alain Moret, qui a succédé en 1976 à Charles Moreau, Michel Meurdesoif asseoit sa campagne électorale sur la reconstruction du cinéma de la Confédération Générale du Travail. Georges Hugot (1922-2000), artiste et sculpteur, professeur à l'école des beaux-arts de Douai est l' auteur de nombreuses sculptures installées à Aniche. Adjoint au maire d'Aniche de 1983 à 1995, on lui doit la construction, en 1995, du centre culturel communal Claude Berri incluant la salle de cinéma Jacques Tati.
L’Idéal Cinéma – Jacques Tati  est donc inauguré, au même emplacement que l'Hôtel du Syndicat, le 3 mai 1995.
Le 31 octobre 2012, une nouvelle inauguration a lieu pour le passage au numérique 3D. Nouveautés : changement des sièges et des décors pour accueillir 187 places assises, emplacements pour l'accueil des personnes à mobilité réduite.

### Aniche et ses cinémas
Au début du XXe siècle pour donner un contrepoids à l'action du syndicat des verriers; des maîtres-verriers lancent leur propre cinéma dans l'ancien siège du Syndicat des verriers l'hôtel Moreau au no 15 de la rue Patoux. Le 5 février 1910 s'ouvre le Royal Cinéma proposant 4 séances et projetant ainsi 16 films.
En janvier 1911 s'ouvre également le Casino des Familles rue Lemaire à Aniche.
Il existe trois salles de cinéma fixes à Aniche ; les entreprises de cinéma itinérantes ne viennent plus dans la ville. L'effet de curiosité passé créé par le cinématographe s'estompe et les salles n'ouvrent plus qu'en hiver.

## Filmographie

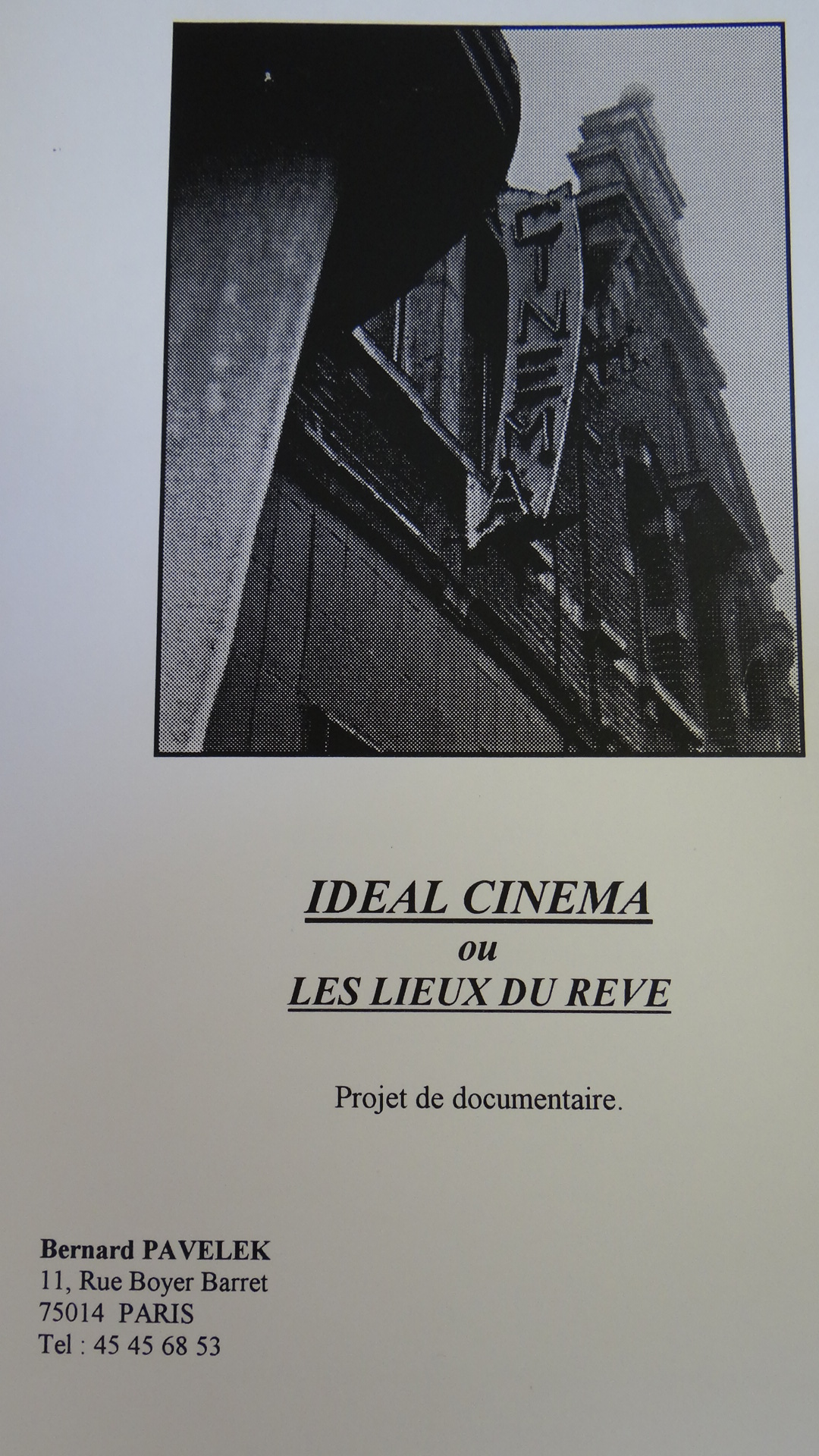
Documentaire de Bernard Pavelek-L'Idéal Cinéma ou Les lieux de rêve

- 2007 Bernard Pavelek - L'Idéal Cinéma ou Les lieux de rêve - documentaire de 52 min en 16 mm couleur - musique de Paul Sauvanet.
- 2012 Bernard Pavelek - Prochainement nulle part -  bande annonce - musique de Viviane Redeuilh[8]

## Cinémania
Cinémania est une manifestation culturelle crée en 2010 se déroulant en novembre avec des invités autour d'un thème cinématographique.

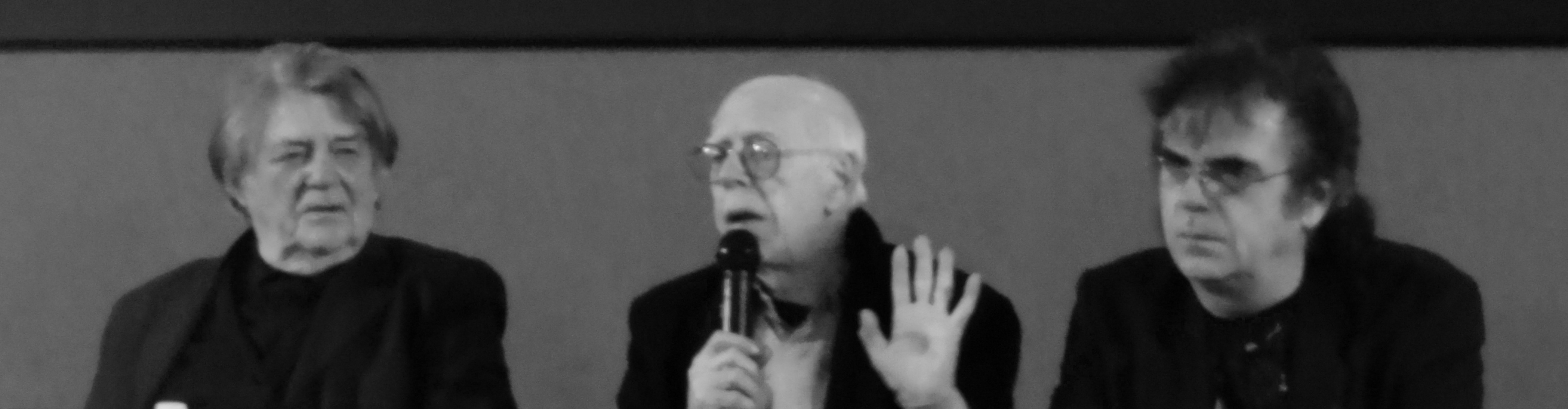
Jean-Pierre Mocky, Noël Simsolo, Roger Facon lors de Cinémania II à L'Idéal Cinéma-Jacques Tati d'Aniche en novembre 2012.

## Commémoration de la première projection
Dans le cadre des festivités des 110 ans de l'Idéal Cinéma d'Aniche disparu, Valérie Bonneton qui passa sa jeunesse à Aniche présente le 21 novembre 2015 en avant première le film Le Grand Partage,